# Pacto Fiscal Europeu
| Países da Zona Euro (20) Países da UE que segundo o Tratado de Maastricht poderão aderir à Zona Euro (2) Países fora da UE com acordo formal (4) | Países/territórios fora da UE mas usando o Euro (5) Países da UE com uma derrogação da participação na Zona Euro (2) |

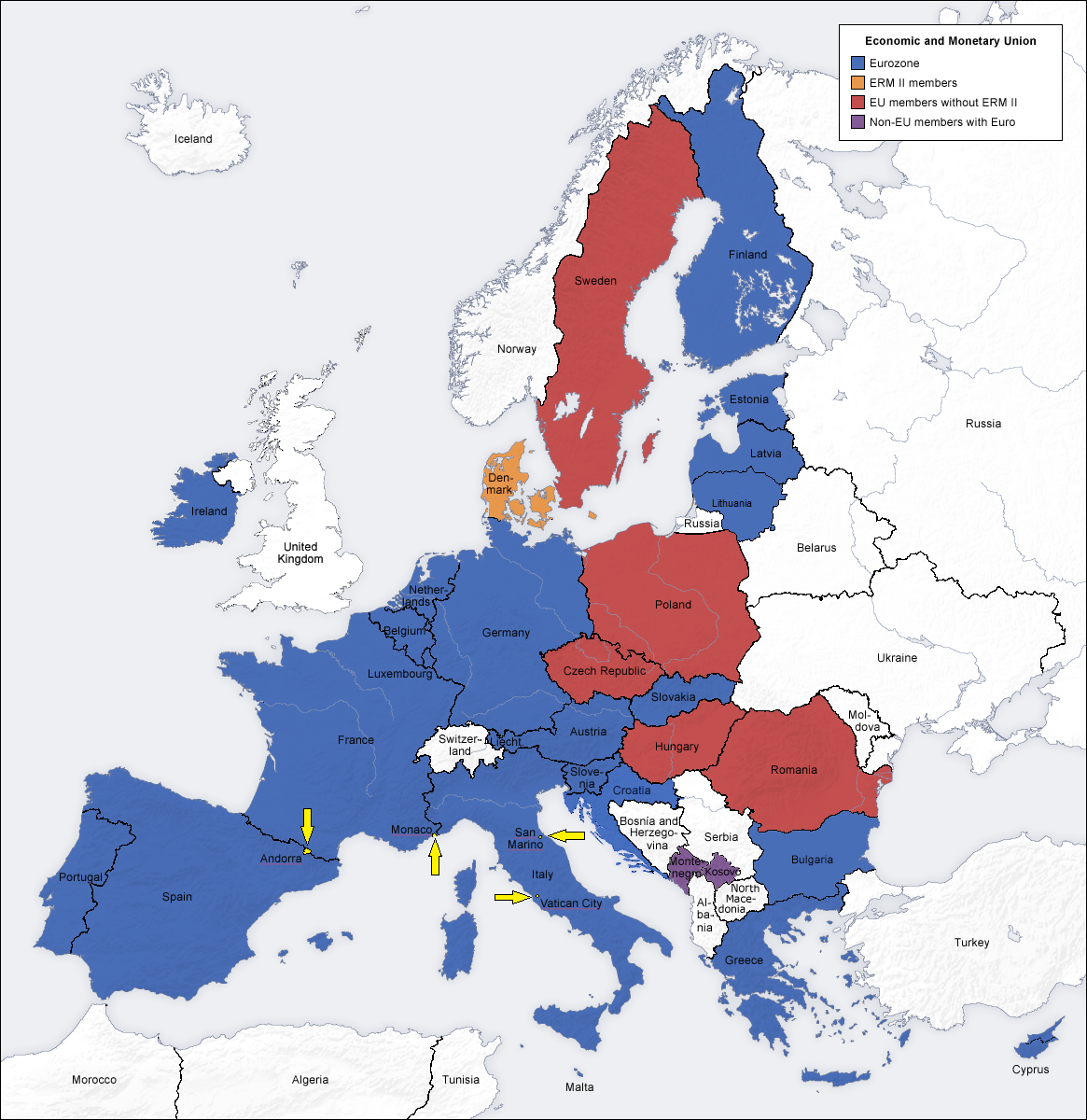

O Tratado sobre Estabilidade, Coordenação e Governação (TECG) na União Económica e Monetária (UEM), informalmente conhecido como Pacto Orçamental e Pacto Fiscal Europeu,foi assinado, em 2 de março de 2012, pelos Estados-Membros da União Europeia (UE), com exceção da Croácia (que entrou na eurozona depois da vigência do acordo) e da República Checa. O Tratado marca o reconhecimento da urgência da estabilização da Zona Euro e estabelece um pacto orçamental que estabelece um limite inferior a 3% de défice orçamental geral do produto interno bruto (PIB) e um défice estrutural inferior a 1,0% do PIB se o rácio da dívida em relação ao PIB é significativamente inferior a 60% ou então ele deve ser inferior a 0,5% do PIB  O tratado também contém uma cópia direta dos critérios de "freio de dívida" descritas no Pacto de Estabilidade e Crescimento, que define a taxa em que os níveis de dívida acima do limite de 60% do PIB deve diminuir. como pré-requisito para recolocar a Europa na rota do crescimento económico e do emprego. O tratado passou a vigorar no dia 1 de janeiro de 2013.
Apesar de ser um tratado internacional fora do quadro jurídico da UE, todos os tratados funcionar como uma extensão aos regulamentos da UE já existentes, utilizando os mesmos instrumentos de comunicação e estruturas organizacionais já criados dentro da UE nas três áreas: a disciplina orçamental imposta pelo Pacto de Estabilidade e Crescimento (estendido pelo Título III), Coordenação das políticas económicas (prorrogado por Título IV) e governação no âmbito da UEM (prorrogado por Título V). Se um Estado ratificar vinculados pelas disposições orçamentais do Pacto orçamental não promulgar a necessária "lei de aplicação" dentro de um ano da entrada em vigor do Tratado, ele pode vir a ser multado em até 0,1% do seu PIB pelo Tribunal de Justiça a UE.
O tratado estabelece que, o mais tardar até 1 de Janeiro de 2018, e com base numa avaliação da experiência adquirida com a sua aplicação, as disposições do pacto devem ser integradas no quadro jurídico da União Europeia.

## Contextualização
A Estratégia de Lisboa estabeleceu as grandes prioridades para o desenvolvimento económico e social da União Europeia com o objetivo de constituir, até 2010, a economia baseada no conhecimento mais dinâmica e competitiva do mundo, capaz de garantir um crescimento económico sustentável, com melhores empregos e coesão social.
Todavia, no mundo globalizado em que vivemos, a Europa tem vindo a demonstrar dificuldades sérias na preservação do seu modelo social. Ao longo da última década, a crise económica e financeira tem vindo a acentuar os problemas com que a UE se debate, nomeadamente ao nível do crescimento, do emprego, da sustentabilidade ambiental e da coesão social. A Estratégia Europa 2020, apresentada pela Comissão Europeia em 3 de Março de 2010, com o objetivo primordial de recuperar a economia da UE, dava conta dessas dificuldades/desafios e estabelecia cinco objetivos em matéria de emprego, inovação, educação, inclusão social e clima/energia.
O Euro – moeda única europeia – que entrou em vigor a partir de 2002 e circula em dezassete Estados-Membros, atravessa um momento conturbado. Efetivamente, o fraco crescimento económico, as elevadas taxas de desemprego e o endividamento público galopante têm vindo a pôr em causa a sobrevivência do projeto europeu. A proteção cambial proporcionada aos países da Zona Euro, aliada a um período de taxas de juro muito baixas, gerou efeitos perversos: quebra da poupança e sobre-endividamento das famílias, das empresas e do Estado.
Por outro lado, a crise financeira internacional e do subprime de 2008, a especulação e a desregulação do sistema financeiro internacional contribuíram para a grave situação em que a Europa se encontra mergulhada. Esta turbulência abalou todos os países europeus, em particular os do Sul, e forçou a UE a tomar decisões mais rigorosas ao nível da disciplina orçamental (não havia grande rigor no cumprimento dos critérios de convergência e as sanções previstas não eram aplicadas) para dar resposta à crise.
O Conselho Europeu de 24/25 de maio de 2011 aprovou um pacote de prioridades ao nível da consolidação orçamental e na área das reformas estruturais necessárias para impulsionar o crescimento sustentável.
O Tratado de criação do Mecanismo Europeu de Estabilidade (MEE), assinado em 21 de Julho de 2011, pelos dezassete membros da Zona Euro, é revisto em 2 de Fevereiro de 2012 para aumentar a eficácia da assistência financeira aos Estados-Membros.
Na Cimeira do Euro, realizada em 26 de outubro de 2011, os Chefes de Estado ou de Governo tendo presente a necessidade de desenvolvimento de políticas de apoio ao funcionamento da área da moeda única, comprometem-se, até ao final de 2012, a adotar regras para um orçamento equilibrado em termos estruturais, transpondo para o direito interno, o Pacto de Estabilidade e Crescimento.
O Conselho Europeu de 9 de dezembro de 2011 reconheceu o agravamento da situação económica e financeira e debateu os esforços em curso. Neste contexto, reiterou a necessidade de continuar com as reformas estruturais e os esforços de consolidação orçamental preparando, desta forma, o terreno para um regresso ao crescimento sustentável e contribuir assim para aumentar a confiança a curto prazo.
O TECG foi ultimado no dia 30 de Janeiro de 2012, em Cimeira extraordinária convocada pelo presidente do Conselho Europeu, Herman Van Rompuy. A Declaração dos membros dessa Cimeira Europeia, onde se lê - Temos de fazer mais para tirar a Europa da Crise - dá conta da insipiência do processo de estabilização económica.
O Conselho Europeu de 2 de Março teve início com a assinatura do TECG. Este Tratado constitui, nas palavras de Van Rompuy, um importante passo para o restabelecimento da confiança na área do euro. Em fase de ratificação (por via parlamentar ou por referendo), deverá entrar em vigor em 1 de Janeiro de 2013.
A viver num clima de incertezas e de risco, a  União Europeia está a tomar medidas destinadas à assegurar a estabilidade financeira e a consolidação orçamental, bem como ações para estimular o crescimento, a competitividade e o emprego  (Conclusões do Conselho Europeu de 1/2 de Março de 2012).

## Objetivos
- Estabilidade - Promover a disciplina orçamental, mediante o estabelecimento de um Pacto Orçamental.
- Coordenação - Reforçar a coordenação das políticas económicas e a convergência.
- Governação - Melhorar a governação da Área Euro.

## Pacto Orçamental
Conjunto de regras específicas, designadamente uma regra de equilíbrio orçamental e um mecanismo automático de correcção, para garantia da sustentabilidade financeira e da estabilidade da área euro.
Regras
- Regra do Equilíbrio Orçamental - A situação orçamental das administrações públicas dos países contratantes deve ser equilibrada ou excedentária.
- Para tal, o saldo estrutural anual deve atingir o objectivo de médio prazo específico de cada país, conforme estabelecido no PEC revisto, com um limite de défice estrutural de 0,5% do produto interno bruto a preços de mercado (PIBpm);
- O prazo para convergência em direção aos objetivos de médio prazo será proposto pela Comissão Europeia, em função dos riscos para a sustentabilidade específicos dos países;
- Os Estados-Membros que apresentem uma relação entre a dívida pública e o PIBpm significativamente inferior a 60%, bem como riscos reduzidos para a sustentabilidade das finanças públicas a médio prazo, podem atingir um défice estrutural de, no máximo, 1% do PIBpm;
- Mecanismo automático de correção - Se for detetado um desvio significativo do objetivo de médio prazo ou da respetiva trajetória de ajustamento, será automaticamente acionado um mecanismo de correção.

Estas regras produzem efeitos no Direito nacional dos países (até um ano após a data de entrada em vigor do presente Tratado), através de disposições vinculativas e de carácter permanente, de preferência a nível constitucional.
A instituição do mecanismo de correção será baseada em princípios a propor pela Comissão Europeia, nomeadamente quanto ao carácter, dimensão e escalonamento no tempo das medidas corretivas a adotar.
Quando a dívida pública de uma Parte Contratante exceder o valor de 60% do PIB, valor de referência a que se refere o artigo 1.º do Protocolo (n.º 12) sobre o procedimento relativo aos défices excessivos, anexo aos Tratados da União Europeia, essa Parte Contratante redu-la a uma taxa média de um vigésimo por ano como padrão de referência.

## Estabilidade, Coordenação e Governação
Estabilidade
Para assegurar a estabilidade na Zona Euro é essencial que os governos possuam finanças públicas sãs e sustentáveis e que evitem défices orçamentais excessivos. O Tratado melhora de forma significativa as perspetivas no que se refere à sustentabilidade orçamental e à divida soberana na área euro, na medida em que as Partes Contratantes assumem o compromisso de respeitar as regras do Pacto Orçamental.
Da mesma forma, o MEE contribuirá para aumentar a confiança, a solidariedade e a estabilidade financeira.
Coordenação das Políticas Económicas
Os países comprometem-se a atuar no sentido de promover o bom funcionamento da União Europeia e Monetária e o crescimento económico, mediante o reforço da convergência e da competitividade recorrendo mais à cooperação reforçada, de acordo com as disposições dos artigos 136.º do Tratado de Funcionamento da União Europeia e 20.º do Tratado da União Europeia.
Governação
Os líderes dos países da Zona Euro reúnem-se informalmente em Cimeiras, quando necessário, e pelo menos duas vezes por ano, para debater questões relacionadas com as responsabilidades específicas que as Partes Contratantes cuja moeda é o euro partilham no que diz respeito à moeda única, com a governação e às regras que lhes são aplicáveis, e as orientações estratégicas necessárias para uma maior convergência. Para além dos Chefes de Estado ou de Governo dos países cuja moeda é o euro, participam nas Cimeiras do Euro o Presidente da Comissão Europeia e o Presidente do Banco Central Europeu, este último na qualidade de convidado.
Os Chefes de Estado ou de Governo dos países que não tenham o euro por moeda participam nos debates das Cimeiras do Euro:
- relativos à competitividade das Partes Contraentes, à alteração da arquitetura global da área do euro e das regras que lhes venham a ser aplicadas;
- sobre questões relativas à aplicação deste Tratado, quando adequado e, pelo menos, uma vez por ano.

A preparação e continuidade das Cimeiras do Euro é assegurada pelo Presidente da Cimeira do Euro, conjuntamente com o Presidente da Comissão Europeia.
O Presidente da Cimeira do Euro é nomeado, por maioria simples, pelos Chefes de Estado ou de Governo dos países cuja moeda é o euro, por um mandato de 2 anos e meio. Incumbe-lhe a tarefa de apresentação de um relatório, após cada Cimeira, e a de manter informados os países da UE que não integram a Zona Euro acerca da preparação e dos resultados das Cimeiras.